# レッド・バロン (1971年の映画)
『レッド・バロン』（原題：Von Richthofen and Brown）は、1971年制作のアメリカ合衆国の映画。ロジャー・コーマン監督。
第一次世界大戦で活躍したドイツ空軍の英雄“赤い男爵”（レッド・バロン）ことマンフレート・フォン・リヒトホーフェンの最期を通して、栄光と名誉の騎士道的戦いから汚い殺しのビジネスとしての大量殺戮戦争への大きな転換を描いた作品。俳優たちを本物の複葉機に乗せて撮影された。2008年の映画『レッド・バロン』とは無関係。
新版ソフトのタイトルは『レッドバロン』、TV放映時タイトル『三枚翼の英雄！ドイツ空軍撃墜王戦記　レッド・バロン』。

## あらすじ
第一次世界大戦のさなか、若き操縦士マンフリート・フォン・リヒトホーフェンは撃墜王オズワルド・ベルケ指揮下のドイツ軍航空隊に新たに配属される。リヒトホーフェンはベルケの指導を受けてめきめきと才能を開花させ、これに嫉妬した同僚のヘルマン・ゲーリングはリヒトホーフェンをライバル視するようになる。
時を同じくして連合軍側ではカナダ人パイロットのロイ・ブラウンが、英国の撃墜王ラノー・ホーカー指揮下のイギリス軍航空隊に配属される。リヒトホーフェンとブラウンの二人は優れた操縦士という点は共通しながらも、男爵としてあくまで貴族的に正々堂々と戦争を行おうとするリヒトホーフェンに対し、農家出身で何としても勝利を重ねて伸し上がろうとするブラウンは、まったく正反対の人物だった。
やがてベルケ隊とホーカー隊は空中で激突するが、ゲーリング機との衝突を回避しようとしたことでベルケ機が破損、ホーカーによって撃墜されてしまう。リヒトホーフェンがすかさずホーカーを撃墜して仇を討ったため、ベルケの後任としてリヒトホーフェンが隊の指揮を引き継ぐことになる。軍から下った戦闘機への迷彩塗装命令に反発したリヒトホーフェンは、自らの機体を赤く染め上げ、撃墜王レッドバロンとして一躍その呼び名を高めていく。女性歌手との一時のロマンスを楽しみ、ついには最高の栄誉であるブルーマックス勲章を授与されるなど青春を謳歌するリヒトホーフェンだが、やがて空戦で頭部を負傷し、記憶障害と意識障害を抱えるようになってしまう。
一方、ブラウンは自らが指揮官になるため手段を選ばず、味方を囮に使って集団戦で敵機を撃墜していく。ついには出撃前の地上にいる飛行機部隊を攻撃することを決断し、リヒトホーフェンの基地に大打撃を与える。ドイツ側もこれを受けて手段を選ばぬようになり、同様に地上にいるイギリス軍飛行部隊を攻撃するように指示。リヒトホーフェンはフォッカーの新型機を用いてイギリス軍基地への報復攻撃を行うが、その中で部下のヘルマン・ゲーリングが医療施設を機銃掃射してしまう。自軍の基地に戻ったリヒトホーフェンは、ゲーリングを叱責する。リヒトホーフェンは空中戦が集団で行われる戦争になりつつあることを感じながらも、それでも人として誇りを持って戦わねばならないと信じていた。
こうして徐々に戦況はドイツ不利という悪化の一途をたどり、かつての正々堂々とした飛行士たちの戦いは消え失せ、手段を選ばぬ戦争に変わり始めていく。仲間を次々と失い戦争への情熱が失われていくリヒトホーフェンは、戦争への嫌悪感と仲間たちへの責任で板挟みになった末、部下を見捨ててテストパイロットとして後方に下がれという上層部の命令を拒絶、戦死する可能性を覚悟しながら部下と一緒に飛び続けることを選ぶ。一方のブラウンもまた自らの行いや戦争に対して嫌悪感を抱き、冷笑的な態度を取るようになっていく。
そしてついにリヒトホーフェン隊とブラウン隊の戦いが始まる。双方のパイロットたちが次々と撃墜されていく激戦の中で、リヒトホーフェンはブラウンと対決するが、その果にリヒトホーフェンはブラウンによって撃墜されて命を落とす。イギリス軍はブラウンを讃えるが、ブラウンはもはや空戦に栄光などなく、機械的な殺戮が行われる戦争になった事に気がついていた。そしてドイツ軍はリヒトホーフェンの葬式を執り行い、後継者としてゲーリングを指名する。不時着した赤い戦闘機の機上で息絶えているリヒトホーフェンを、悼む者はいない。

## キャスト
| 役名                           | 俳優                         | 日本語吹替                                                                                          |
| 役名                           | 俳優                         | TBS版                                                                                               |
| ------------------------------ | ---------------------------- | --------------------------------------------------------------------------------------------------- |
| マンフレート・リヒトホーフェン | ジョン・フィリップ・ロー     | 津嘉山正種                                                                                          |
| ロイ・ブラウン                 | ドン・ストラウド             | 樋浦勉                                                                                              |
| オズワルド・ベルケ             | ピーター・マスターソン       | 阪脩                                                                                                |
| ヘルマン・ゲーリング           | バリー・プリマス             | 徳丸完                                                                                              |
| ラヌー・ホーカー               | コリン・レッドグレイヴ       | 納谷六朗                                                                                            |
| マーフィ                       | デヴィッド・ウェストン       | 安原義人                                                                                            |
| メイ                           | ブライアン・スタディヴァント | 古川登志夫                                                                                          |
| ヴェルナー・フォス             | スティーヴン・マクハティ     | 谷口節                                                                                              |
| オーウェン                     | トム・アダムス               | 岸野一彦                                                                                            |
| ロタール・リヒトホーフェン     | ブライアン・フォーリー       | 村山明                                                                                              |
| 不明 その他                    |                              | 塩沢兼人 鈴置洋孝 林一夫 仁内達之 峰恵研 藤城裕士 島田彰 高畑淳子 緑川稔 尾崎桂子 清川元夢 高村章子 |
|                                |                              | |
| 演出                           | 演出                         | 中野寛次                                                                                            |
| 翻訳                           | 翻訳                         | 飯嶋永昭                                                                                            |
| 効果                           |                              | |
| 調整                           | 調整                         | 山田太平                                                                                            |
| 制作                           | 制作                         | 東北新社                                                                                            |
| 解説                           | 解説                         | 荻昌弘                                                                                              |
| 初回放送                       | 初回放送                     | 1977年8月8日 『月曜ロードショー』                                                                   |

※アネックBD・日活盤DVDに収録されている吹替音源は再放送時の短縮版の音源(約72分)。
スタント飛行にはリチャード・バックが参加している。